# ATP Challenger São Paulo (seit 2020)
Das ATP Challenger São Paulo (offizieller Name: São Paulo Tennis Classic) war ein Tennisturnier in São Paulo, das 2020 und 2021 ausgetragen wurde. Es war Teil der ATP Challenger Tour und wurde im Freien auf Sandplatz gespielt.

## Liste der Sieger

### Einzel
| Jahr | Sieger                | Finalgegner              | Ergebnis  |
| ---- | --------------------- | ------------------------ | --------- |
| 2021 | Juan Pablo Ficovich   | Luciano Darderi          | 6:3, 7:5  |
| 2020 | Felipe Meligeni Alves | Frederico Ferreira Silva | 6:2, 7:61 |

### Doppel
| Jahr | Sieger                                    | Finalgegner                             | Ergebnis |
| ---- | ----------------------------------------- | --------------------------------------- | -------- |
| 2021 | Nicolás Barrientos Alejandro Gómez        | Rafael Matos Felipe Meligeni Alves      | kampflos |
| 2020 | Luis David Martínez Felipe Meligeni Alves | Rogério Dutra da Silva Fernando Romboli | 6:3, 6:3 |